# قطعنامه ۱۰۵۹ شورای امنیت
قطعنامه ۱۰۵۹ شورای امنیت سازمان ملل متحد که در تاریخ ۳۱ مه ۱۹۹۶ تصویب شد، سندی بین‌المللی دربارهٔ بررسی وضعیت در لیبریا است. این قطعنامه طی نشست ۳۶۷۱ام با ۱۵ رای موافق، ۰ مخالف و ۰ ممتنع تصویب شد.